# Mio Momono
Mio Momono (en japonés: 桃野美桜, Momono Mio) (Ichihara, 30 de mayo de 1998) es una luchadora profesional japonesa, reconocida por sus participaciones en promociones como Pro Wrestling Wave, Sendai Girls' Pro Wrestling o Ice Ribbon.

## Carrera profesional

### Circuito independiente (2016-presente)
Momono hizo su debut profesional en la lucha libre en el evento MPUSA/NYWC Furinkazan III, un espectáculo promovido por New York Wrestling Connection en colaboración con la rama estadounidense de Marvelous That's Women Pro Wrestling el 13 de febrero de 2016, donde formó equipo con Renee Michelle en un esfuerzo perdedor ante Davienne y Kyoko Kimura. Como luchadora libre, es conocida por competir en varias promociones. En un house show promovido por Pure-J el 12 de octubre de 2017, hizo equipo con Hanako Nakamori en un esfuerzo perdedor ante Command Bolshoi y Leon. En el Hana Kimura Memorial Show del 23 de mayo de 2021, un evento promovido por Kyoko Kimura para retratar un año del fallecimiento de su hija Hana, Momono hizo equipo con Asuka, Syuri y Natsupoi para derrotar a Oedo Tai (Kagetsu y HZK) y Tokyo Cyber Squad (Konami y Death Yama-san).

#### Ice Ribbon (2016-2018)
Momono luchó para Ice Ribbon durante un breve periodo de tiempo. En el New Ice Ribbon #838 del 23 de septiembre de 2017, formó equipo con Maruko Nagasaki como "Mabutachi 2" en un torneo del International Ribbon Tag Team Championship, en el que llegaron a un empate con límite de tiempo contra Best Friends (Arisa Nakajima y Tsukasa Fujimoto). En New Ice Ribbon #841, el 9 de octubre, desafió sin éxito a Fujimoto y Nakajima en un combate a tres bandas por el Triangle Ribbon Championship. Hizo su última aparición en New Ice Ribbon #882 el 5 de mayo de 2018, donde formó equipo con Kyuri y Tsukushi en un esfuerzo perdedor ante Maika Ozaki, Saori Anou y Tae Honma.

#### Pro Wrestling Wave (2016-presente)
Momono es conocida por competir en los eventos de firmas de la promoción, como el torneo Catch the Wave, en el que hizo su primera aparición en la edición de 2018, situándose en el "Bloque de la Violencia" y sumando un total de dos puntos tras competir contra Ayako Hamada, Arisa Nakajima, Misaki Ohata, Hiroe Nagahima e Hikaru Shida. En la edición de 2021, se colocó en el "Bloque Potencial", donde se enfrentó a Sakura Hirota, Miyuki Takase y Tomoka Inaba, y consiguió dos puntos.
En cuanto al torneo Dual Shock Wave, hizo su única aparición en la edición de 2017, donde formó equipo con su compañera de stable "Boss To Mammy" Yumi Ohka para derrotar a Avid Rival (Misaki Ohata y Ryo Mizunami) en un combate de primera ronda, pero cayó ante New-Tra (Rin Kadokura y Takumi Iroha) en la segunda ronda.

#### Sendai Girls' Pro Wrestling (2016-presente)
El 16 de octubre de 2016, Momono hizo su debut con Sendai Girls' Pro Wrestling en el evento Sendai Girls 10th Anniversary Show, donde hizo equipo con Mika Iwata y Ayako Hamada en un esfuerzo de derrota contra Alex Lee, Hana Kimura y Kyoko Kimura, como resultado de un tag team match de seis mujeres. En Sendai Girls Big Show 2017, del 15 de julio de ese año, se unió a Rin Kadokura y Mika Shirahime en un combate, también perdido, contra Aja Kong, Meiko Satomura y Nanae Takahashi.

## Campeonatos y logros
- Pro Wrestling Wave
  - Wave Tag Team Championship (2 veces) – con Yumi Ohka[14]
  - Catch the Wave Tournament Awards (2 veces)[15]
    - Distinguished Service Award (2021)
    - Fighting Spirit Award (2021)
- Sendai Girls' Pro Wrestling
  - Sendai Girls Tag Team Championship (1 vez) – con Rin Kadokura[16]